# Marienkirche (Danzig)

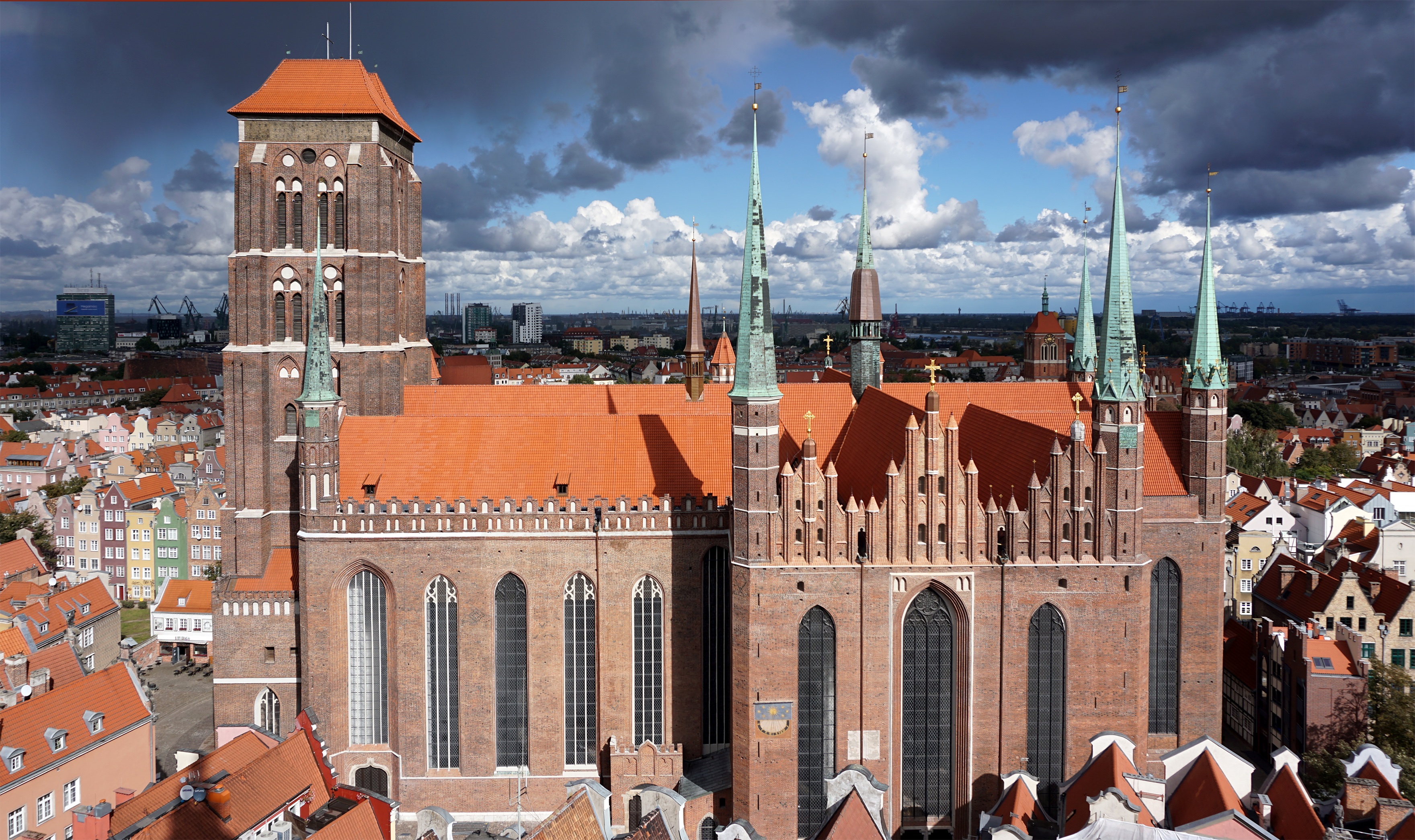
Marienkirche von Süden (2018)

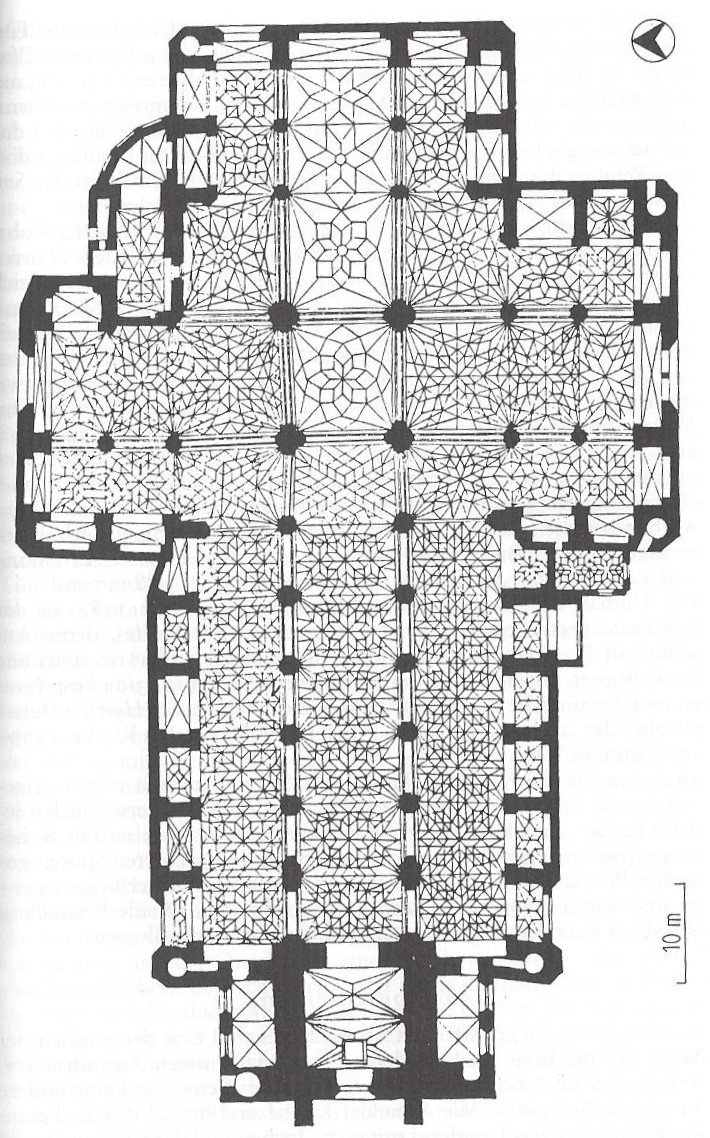
Grundriss

Die Marienkirche zu Danzig (polnisch Bazylika Mariacka w Gdańsku) ist die Hauptpfarrkirche der Stadt Danzig in Polen. Sie wurde von 1343 bis 1502 im Stil der Gotik erbaut und wird aufgrund ihrer stadtbildprägenden Architektur umgangssprachlich „Krone Danzigs“ (Korona Gdańska) genannt.

## Geschichte

### Bauzeit 1343–1502
Auf einem romanischen Vorgängerbau wurde am 28. März 1343 mit dem Bau einer neuen Hallenkirche begonnen. Baumeister war Heinrich Ungeradin. Um 1437 sollen jährlich ca. 30.000 Kirchgänger gezählt worden sein. 1466 wurde eine königliche Kapelle für den polnischen König errichtet. 1502 wurde der Bau der Marienkirche nach 159 Jahren beendet.

### Evangelische Kirche 1525–1945

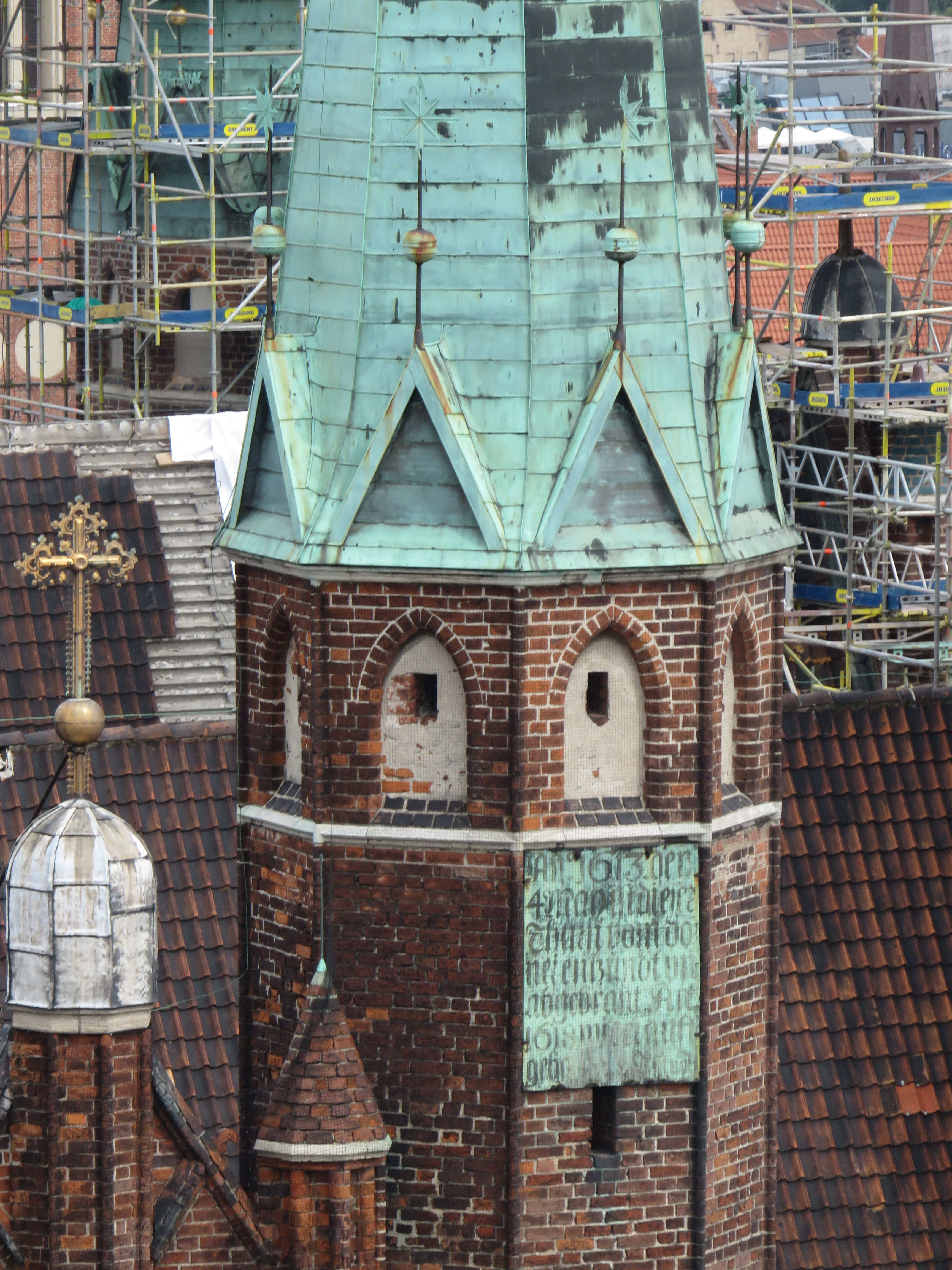
Inschrift vom Brandereignis von 1613

1525 wurde Michael Meurer kurzzeitig der erste lutherische Pfarrer, ab 1526 wurden die Messen wieder nach katholischem Ritus gehalten, obwohl sich Pankratius Klemme um evangelische Predigten bemühte. 1557 bestätigte König Sigismund II. August die Entscheidung des Danziger Stadtrates, dass in der Marienkirche das Abendmahl unter beiderlei Gestalten gefeiert werden solle. Damit war sie nicht nur de facto, sondern auch de jure zu einer evangelischen Kirche geworden.
Am 4. Mai 1613 wurde der S. Jakob-Turm vom Blitz getroffen und brannte bis auf das Mauerwerk ab. 1618 wurde der Turm wie vormals mit einem Kupferdach wieder aufgebaut. (Die Inschrift am Turm weist auf dieses Ereignis hin.)
Bis 1945 war die Evangelische Oberpfarrkirche St. Marien das zweitgrößte evangelisch-lutherische Gotteshaus der Welt (nur das Ulmer Münster ist etwas größer).
Im Zweiten Weltkrieg wurde die Marienkirche im März 1945 bei der Eroberung der Stadt durch die Rote Armee schwer beschädigt; vierzig Prozent der Kunstschätze wurden vernichtet. Der hölzerne Dachstuhl brannte aus, 14 der großen Gewölbebögen brachen zusammen, die Glasfenster wurden zerstört.

### Katholische Kirche seit 1955
Der Wiederaufbau des Kirchengebäudes begann 1946, im August 1947 wurde das Dach, eine Stahlbetonkonstruktion, fertiggestellt. Infolge der durch den Zweiten Weltkrieg zustande gekommenen Zwangsumsiedlungen von Deutschen und von Polen lebten im Einzugsbereich der Marienkirche nun kaum noch protestantische Deutsche, sondern ganz überwiegend polnische Katholiken – die auch die Last des Wiederaufbaus trugen. Daher wurde die Kirche mit ihrer
Weihe am 17. November 1955 von der römisch-katholischen Kirche übernommen. 1965 wurde die Kirche zur Basilica minor erhoben, seit 1986 ist sie Konkathedrale der 1992 zum Erzbistum Danzig erhobenen Diözese Oliva. Ihr voller Name lautet „Konkathedralbasilika Mariä Himmelfahrt zu Danzig“ (polnisch Bazylika konkatedralna Wniebowzięcia Najświętszej Maryi Panny w Gdańsku).

## Architektur
Die Danziger Marienkirche ist eine der größten Hallenkirchen weltweit und eine der drei größten Backsteinkirchen nördlich der Alpen.
Gegenüber den meisten anderen Werken der Backsteingotik im Bereich der südlichen Ostseeküste weist sie ein paar Besonderheiten auf:
Schiff, Querschiff und Chor haben keine Strebepfeiler, sondern der Seitenschub der Gewölbe wird durch Kapellenzeilen entlang der Außenwände abgefangen, die Trennwände zwischen den Kapellen dienen also als Strebepfeiler. Das haben in Norddeutschland und dem ehemaligen Ordensland nur wenige Kirchen, weit entfernt aber die Münchener Frauenkirche und die trotz ihrer Größe einschiffige Kathedrale von Albi, der bekannteste gotische Backsteinbau in Südfrankreich. Mit dem rechteckigen Chorabschluss unterscheidet sich die Danziger Marienkirche von der Lübecker und von der Münchner Frauenkirche, nicht aber vom Königsberger Dom oder den gotischen Kirchen in Bremen.

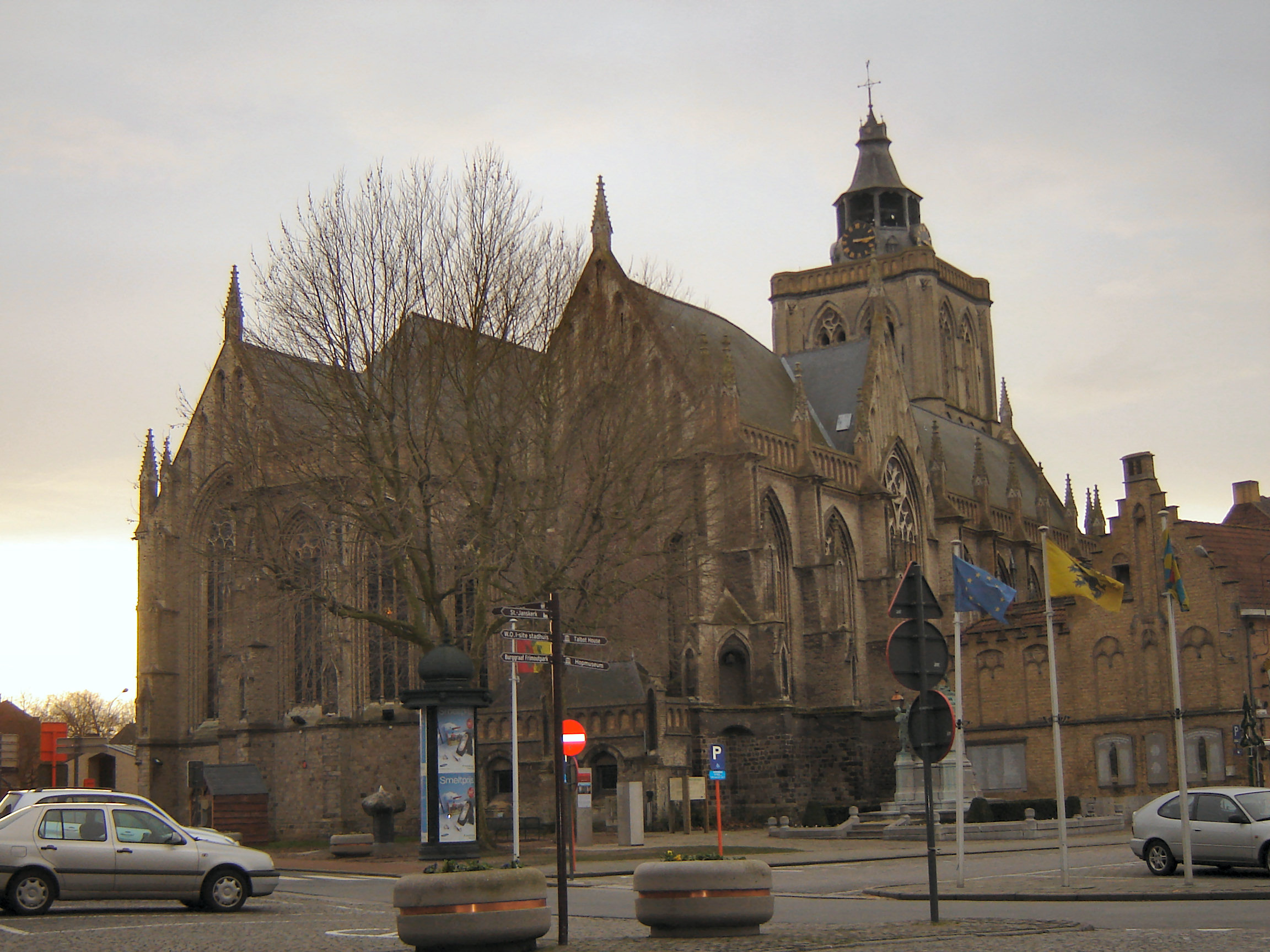
Bertinuskerk in Poperinge, Westflandern, Belgien
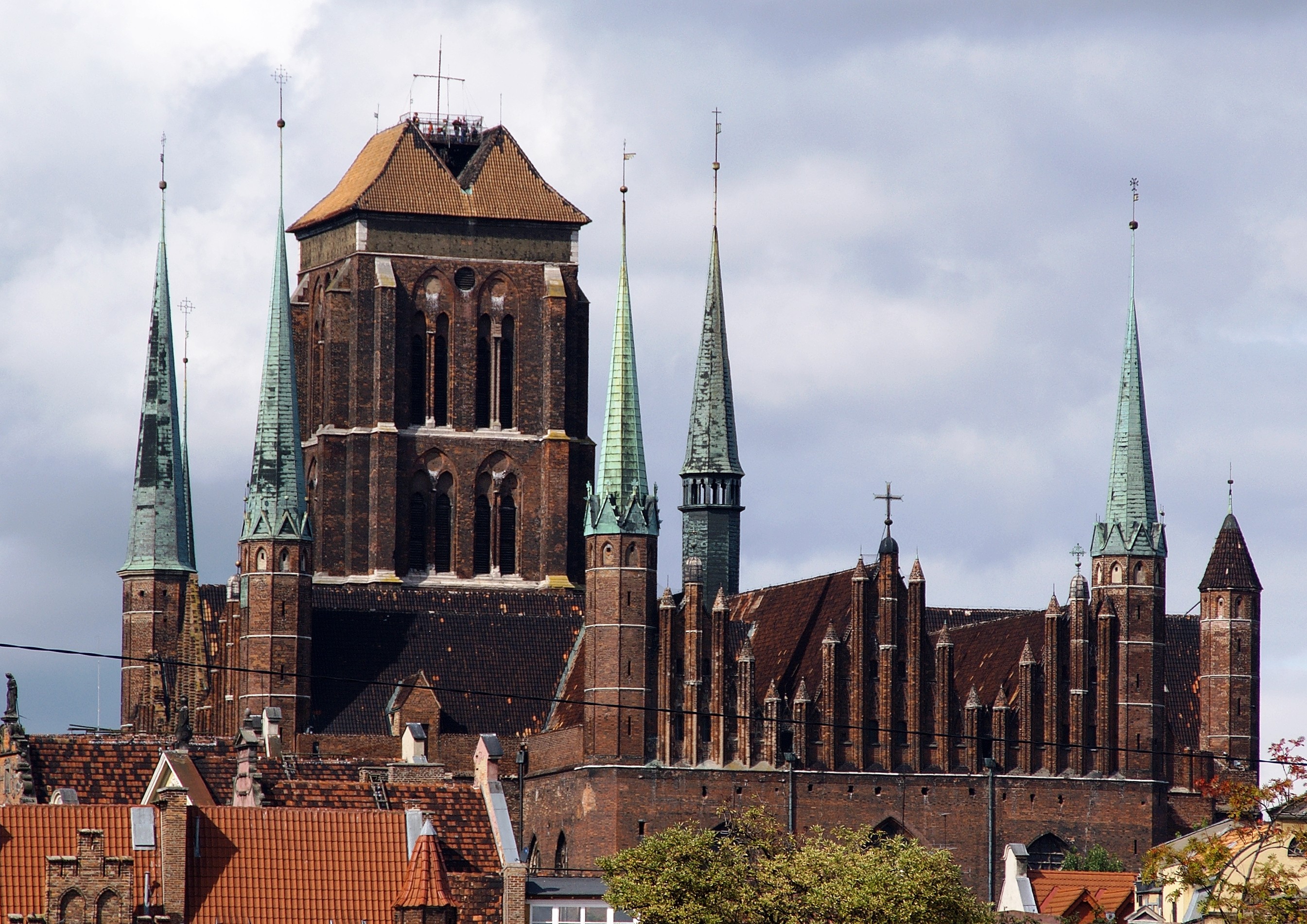
Danziger Marienkirche von Osten
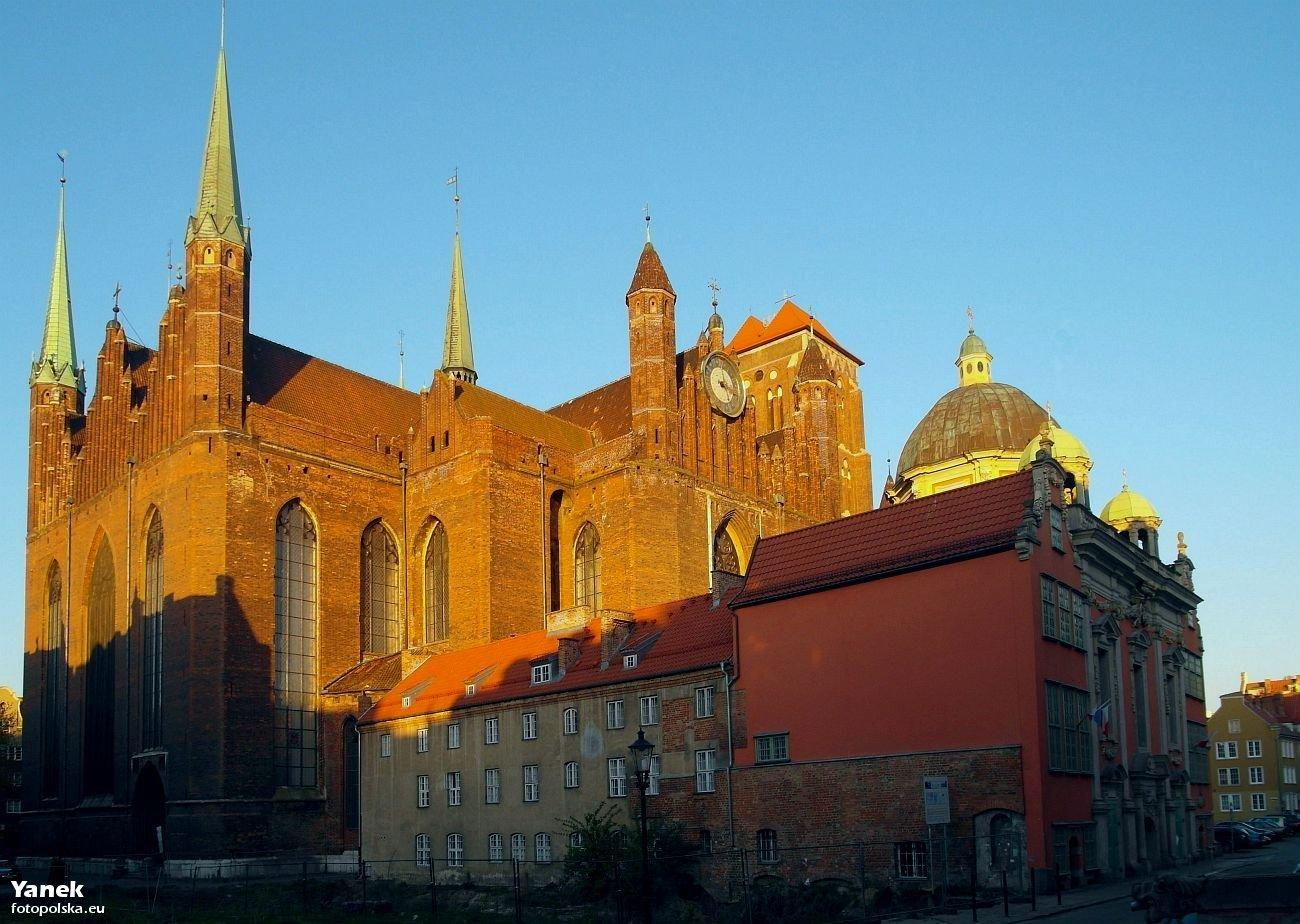
Marienkirche: Chorgiebel, Nordquerhaus, Turm, königliche Kapelle

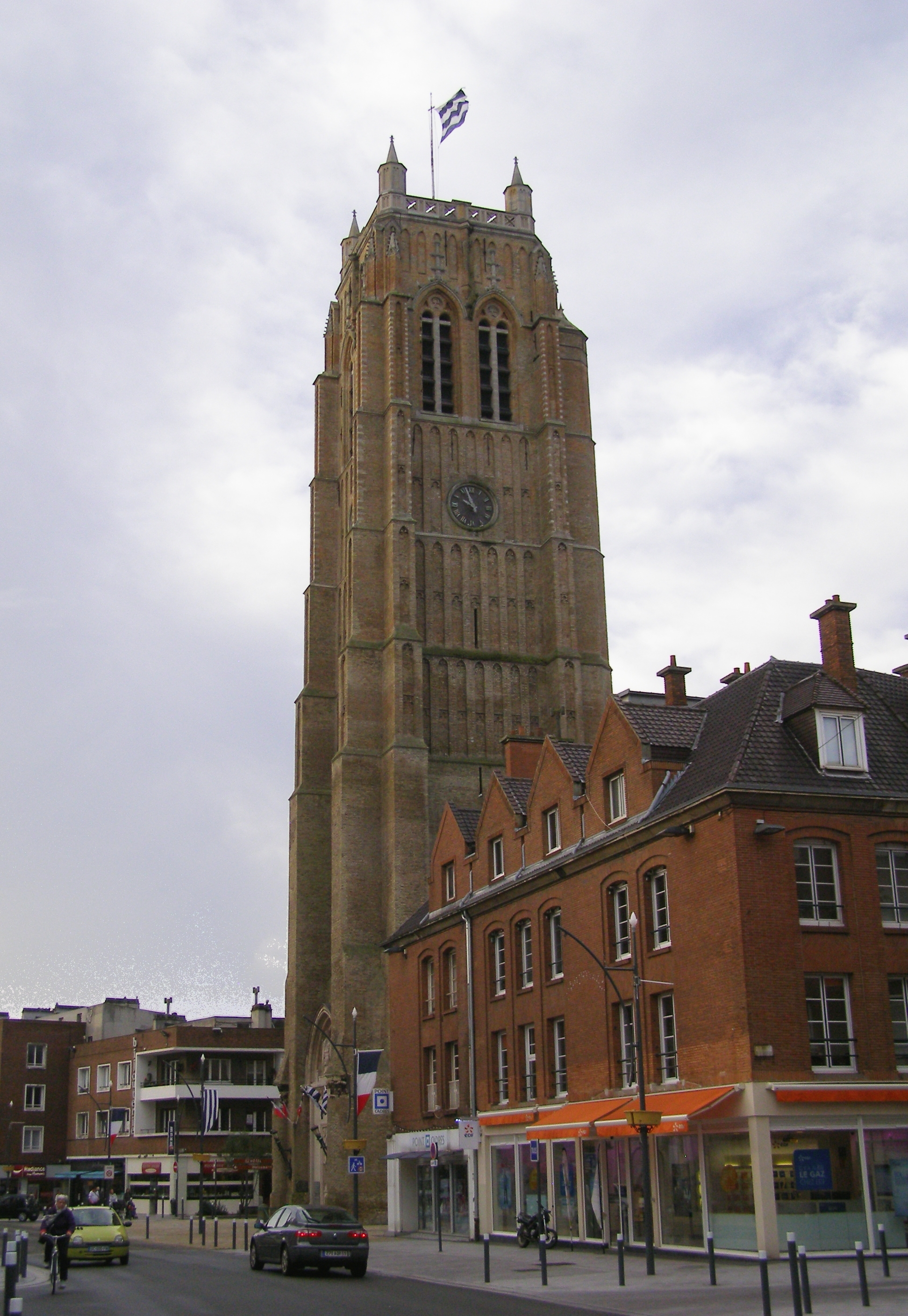
Belfried von Dünkirchen

Die Bedachung zeigt ein kompliziertes System von Dachfirsten, bestehend aus jeweils drei Paralleldächern über Langhaus und Chor, sowie quer dazu drei bzw. zwei Paralleldächern über den Querhausarmen. Derartige Paralleldächer, wenn auch ohne Querschiffsdächer, haben die meisten großen Kirchen in Danzig, im Umfeld des Weichseldeltas außerdem die Nikolaikirche in Elbląg (Elbing), wo beim Wiederaufbau nach Zweiten Weltkrieg versucht wurde, dem Zustand vor dem Brand von 1777 nahe zu kommen. In Norddeutschland ist diese Dächeranordnung selten, in den Niederlanden und Flandern hingegen auf Hallenkirchen die häufigste.
Der Turm hat wuchtige gotische Strebepfeiler, während die meisten Kirchtürme an der südlichen Ostseeküste in der Nachfolge der Lübecker Marientürme zwar gotische Fenster und Blenden aufweisen, aber den einfachen rechteckigen Querschnitt romanischer Kirchtürme. Backsteintürme mit gotischen Strebepfeilern haben auch die Kathedralen von Gnesen, von Breslau und von Roskilde. Besonders ähnelt der Danziger Marienturm aber dem Belfried von Dünkirchen, einem der etwa fünfzig Bauwerke der Backsteingotik in Französisch-Flandern.

## Ausstattung
Die Ausstattung der Marienkirche gehört heute zu den reichsten im Ostseeraum, mit zahlreichen Retabeln, Skulpturen, Wand- und Tafelmalereien.

### Tafelmalereien

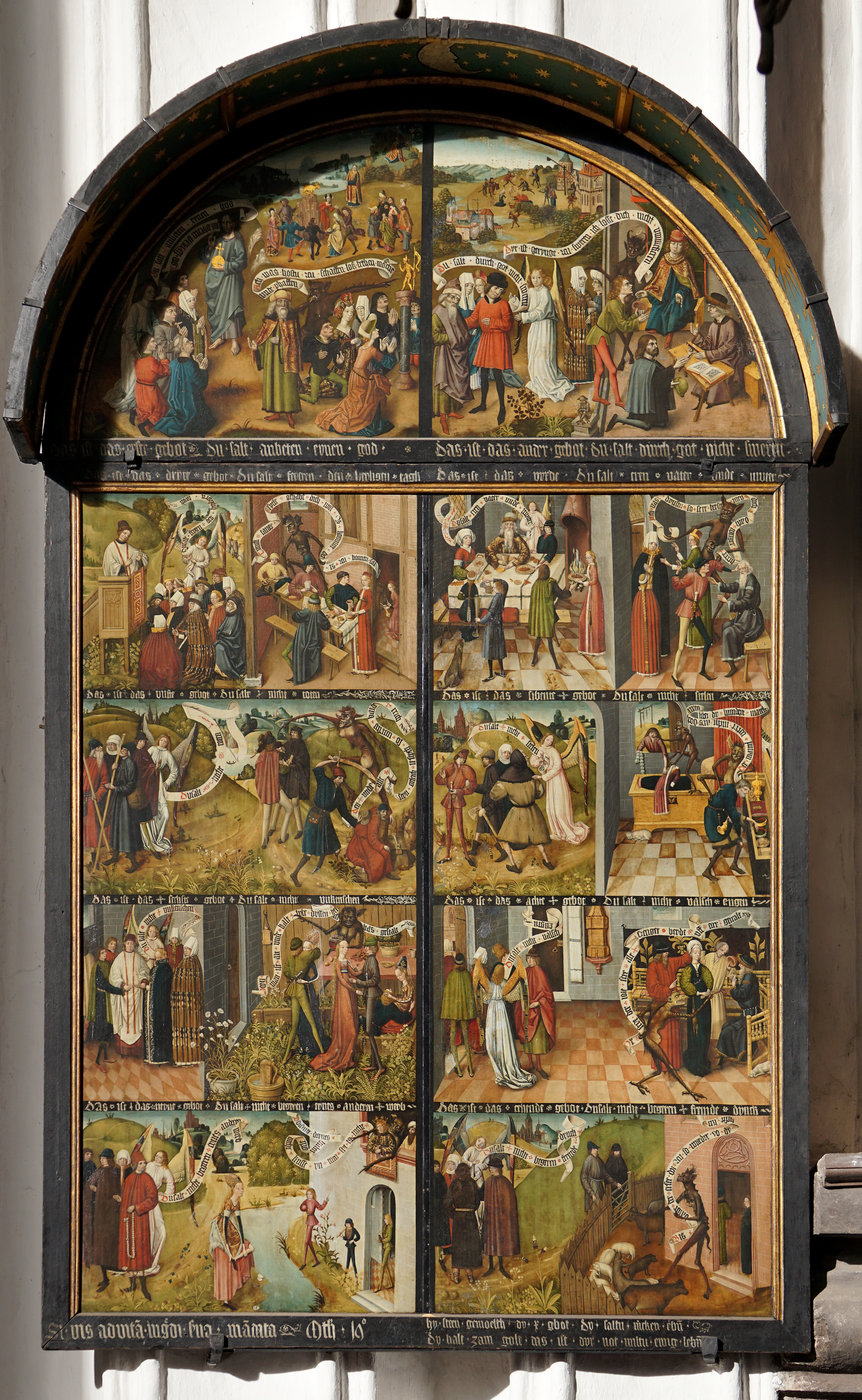
Die Zehn-Gebote-Tafel

Am nordwestlichen Vierungspfeiler hängt die „Zehn-Gebote-Tafel“, ein Werk, das um 1480 entstanden ist. Sie zeigt zu jedem Gebot links die Befolgung und rechts die Missachtung des Gebotes. Im Chor steht ein großer Hauptaltar aus Malerei und Schnitzwerk, der zwischen 1510 und 1517 geschaffen wurde und dem Meister Michael von Augsburg zuschrieben wird. Die Festtagsseite zeigt mit drei großen Sitzfiguren die Krönung Mariens. Von den Heiligenfiguren in den Flügeln sind nur noch elf erhalten. Die Rückseite zeigt Szenen aus dem Christus- und Marienleben. Neben der astronomischen Uhr befindet sich die Heilig-Kreuz-Kapelle mit dem aus 1520 stammenden St.-Adrian-Altar. Dieses große Antwerpener Retabel zeigt, wie so häufig, in der Mitte die geschnitzte Kreuzigungsszene, darunter Bilder des Marienlebens. Die Flügel schließen inhaltlich an die Kreuzigung an. Der Altar steht auf einer älteren Predella mit Darstellung des Martyriums des heiligen Adrian, wodurch der gesamte Altar seinen Namen hat. Die Georgskapelle bewahrt den um 1435 entstandenen Dorothenaltar. In der Kapelle anschließenden Salvatorkapelle steht der Barbaraaltar aus dem späten 15. Jahrhundert. In der Georgskapelle und der Katharinenkapelle findet man je eine Predella aus spätgotischer Zeit. Der ursprünglich auf letzterer befundene Cosmas-und-Damian-Altar ist heute im Nationalmuseum. Der Marienaltar, der um 1460 entstanden ist, gab der Marienkapelle, in der er steht, ihren Namen. Die Balthasarkapelle war früher im Besitz der Familie Ferber. In ihr befindet sich der Altar des Hl. Konstantin und des Evangelisten Johannes, beide aus den 1480er Jahren. Der Ferberaltar mit Christus ist wohl um 1500 entstanden. In der Mitte dieses Altares ist Christus als Schmerzensmann dargestellt. Die Stifter sind kniend an ihren Wappen zu erkennen. Der Hedwigsaltar in gleichnamiger Kapelle zeigt als Skulpturen neben der Heiligen die Heiligen Simon und Bartholomäus. Auf den Seitenflügeln sind die heilige Barbara und Maria mit dem Christuskind gemalt. Das Werk stammt aus der Zeit um 1435/40.

### Grabstätten
In der Kirche befinden sich zahlreiche Grabplatten von Bürgern und Geistlichen. Dazu zählen die des Barockdichters Martin Opitz von Boberfeld und des ehemaligen Sejmmarschalls Maciej Płażyński. Bei seinem Sarkophag erinnert ein Mahnmal an den Flugunfall von Smolensk 2010 am 10. April 2010.
Am 19. Januar 2019 wurde der am 14. Januar 2019 ermordete Stadtpräsident Paweł Adamowicz im südlichen Querhaus der Kathedrale beigesetzt.

### Weitere Kunstwerke in der Marienkirche

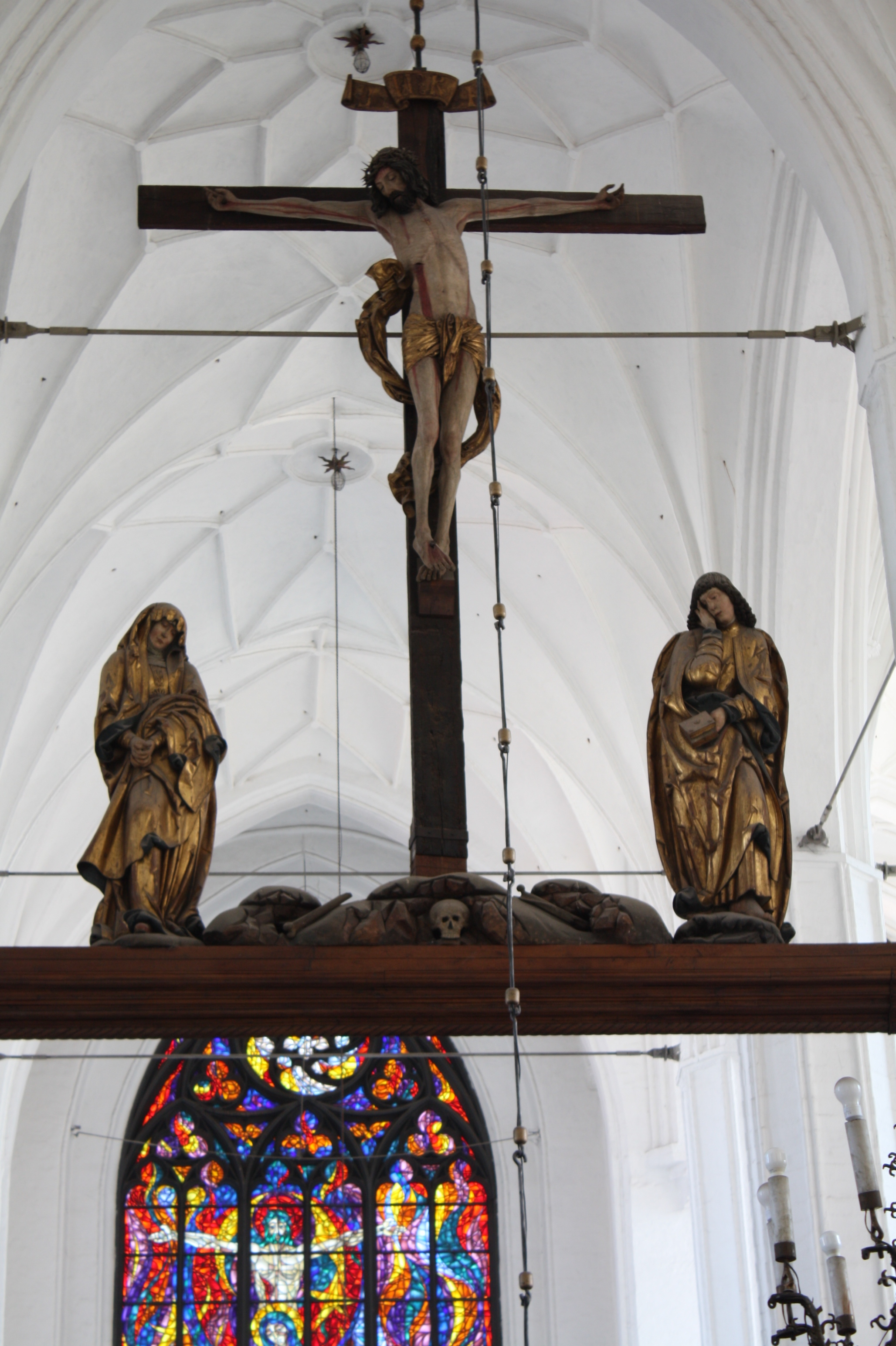
Triumphkreuzgruppe

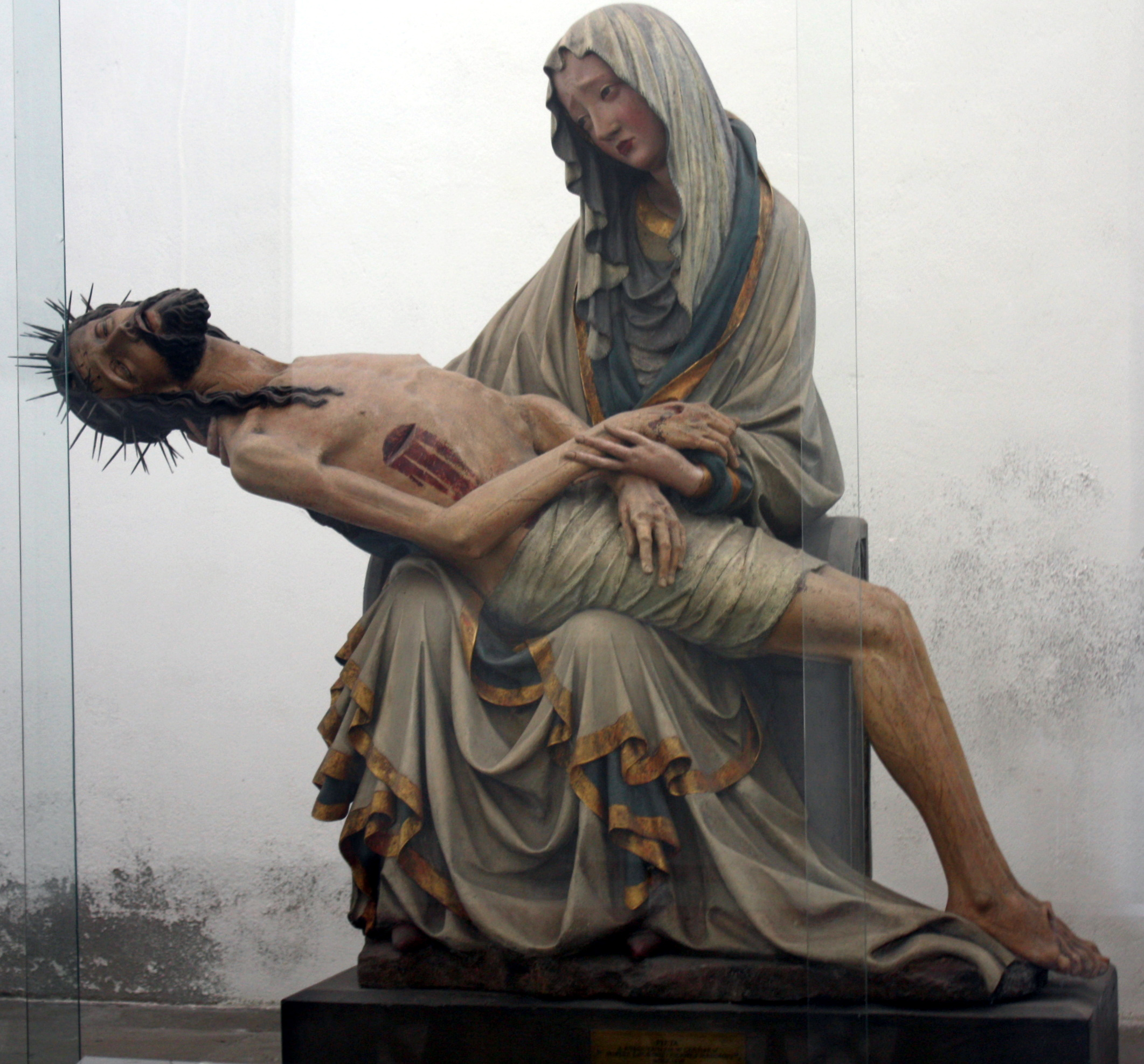
Danziger Pietà in Schönem Stil

Mit dem Bau der Taufe im Mittelschiff, direkt am Eingang, wurde 1552 begonnen. Der achteckige Sockelbau zeigt auf sieben Seiten biblische Darstellung um das Thema Taufe. An der nach Osten gerichteten Seite befindet sich vier Treppenstufen zum Inneren. Von den bronzenen Elementen aus dem 16. Jahrhundert sind noch zwei Türflügel und Statuetten (Allegorien und Apostel) erhalten. Das heutige Becken aus Holz ist von 1682. An einem Pfeiler der Nordseite ist die manieristische Kanzel von 1616/17. Diese aus der Johanniskirche stammende Stück ersetzte die im Krieg verbrannte Rokokokanzel.
Die Bilder der Treppenbrüstung zeigen Szenen von Christus und Paulus als Lehrer. Sie werden Isaak van den Blocke zugeschrieben. Zwischen den Vierungspfeilern hängt die Triumphkreuzgruppe aus dem Jahr 1517. Es ist ein Werk des Danziger Meisters Paul im gotischen Stil. Ebenfalls ein Werk aus der Spätgotik ist der sechseckige Tabernakel aus Eichenholz, der in Danzig zwischen 1478 und 1482 entstanden ist.
Die astronomische Uhr ist ein Werk von Hans Düringer. Sie besteht aus einem Kalendarium, einem Planetarium und dem Figurentheater oben auf. Seit 1987 ist die Uhr wieder voll funktionsfähig, hat aber noch weitgehend den historischen Mechanismus. In der Annakapelle steht die Schöne Madonna von 1420. Die Farbfassung ist erhalten. Im rechten Arm trägt sie das Christuskind, dem sie einen Apfel in ihrer Linken darbietet. Zur Ausstattung der Reinholdskapelle gehört die ebenfalls im schönen Stil geschaffene Pietà. In der Georgskapelle steht auf einer Predella von 1435/40 die Statue des Salvator mundi des oben erwähnten Meisters Paul von 1520. Die Predella zeigt vor rotem Hintergrund Maria mit Kind, die Abendmahlsszene und den Hl. Hieronymus mit Löwe. In der Jakobuskapelle der Familie Winterfeld sieht man noch große Wandmalereien aus dem frühen 15. Jahrhundert. Sie zeigen neben dem Hl. Jakobus das Jüngste Gericht und Passionsszenen. Darunter der geschnitzte Jakobusaltar. Neben dem namensgebenden Heiligen stehen María und Maria Magdalena.

### Inventar an anderen Orten
Im Nationalmuseum (Danzig) befinden sich unter anderem
- Das Jüngste Gericht (Hans Memling), Triptychon 1467–1471
- Teile des Danziger Paramentenschatzes, einer Sammlung von liturgischen Gewändern der Marienkirche, der mit Abstand reichste Schatz dieser Art überhaupt. Der überwiegende Teil befindet sich heute im Lübecker Museumsquartier St. Annen.
- Das Winterfeld-Diptychon aus der Jakobuskapelle im Warschauer Nationalmuseum

### Glocken
Im 82 m hohen Turm hängen zwei Kirchenglocken, die 1970 von der Gießerei Felczyński in Przemyśl gegossen wurden. Die größere Glocke heißt Gratia Dei, wiegt 7.850 kg und erklingt im Ton fis0. Ave Maria ist der Name der kleineren Glocke mit 2.600 kg (Ton cis1).
Vom Geläut der evangelischen Mariengemeinde, dessen größte Glocke die 1453 gegossene, 6.800 kg schwere Vorgängerin der Gratia Dei war, sind zwei Glocken auf dem Hamburger Glockenfriedhof ermittelt worden und sind nun als Patenglocken in Hildesheim und Lübeck Bestandteil des Geläuts: Die Osanna (b0) von 1632 (Guss: Ludwig Wichtendal d. J.) in St. Andreas zu Hildesheim und die Dominicalis (d1) von 1719 – unter dem Namen Osanna – in der Marienkirche (Lübeck).

### Schmuckformen
Wie in der Backsteingotik zu erwarten, weist das Bauwerk an mehreren Stellen Ornamente aus Formsteinen auf, etwa zahlreiche Blendgiebel zwischen den Pilastern der Giebel. Ein Meisterwerk der Formsteinkunst ist das Rechteckfries um das Westportal und das darüber liegende Fenster.
Es gibt aber auch Schmuck aus Werkstein; sämtliche Seitenportale, drei an der Südseite, zwei an der Nordseite und eines an der Ostseite, sind aus Steinmetzarbeiten aus Naturstein. Um das mittlere Fenster beider Giebelseiten des Querschiffs und um das westlichste Fenster des nördlichen Seitenschiffs gibt es schmale Rechtecksimse aus Werkstein. Das Maßwerk der Fenster, heute größtenteils aus Metall, war vor dem Zweiten Weltkrieg zumindest teilweise aus Werkstein.

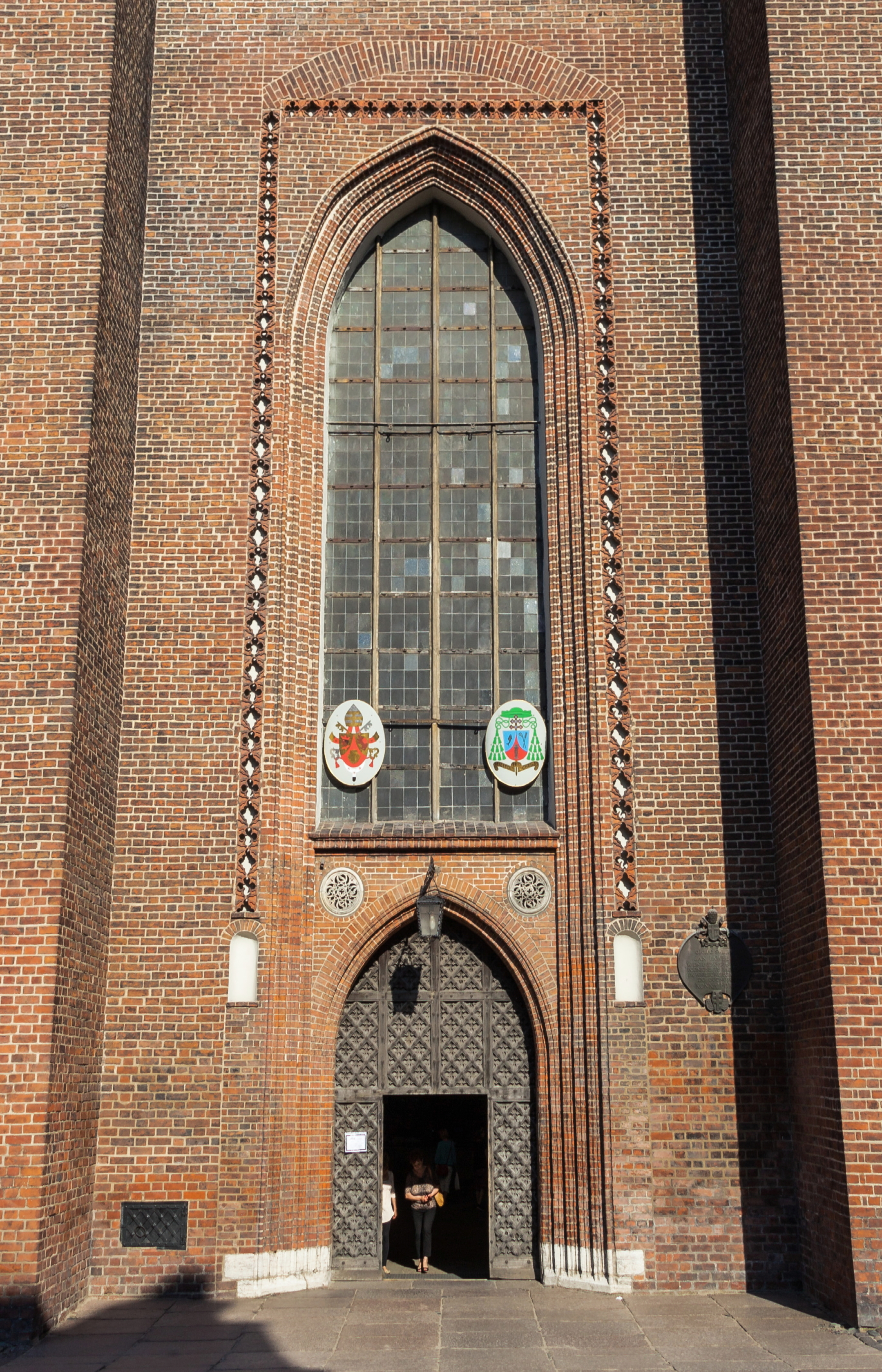
Westportal
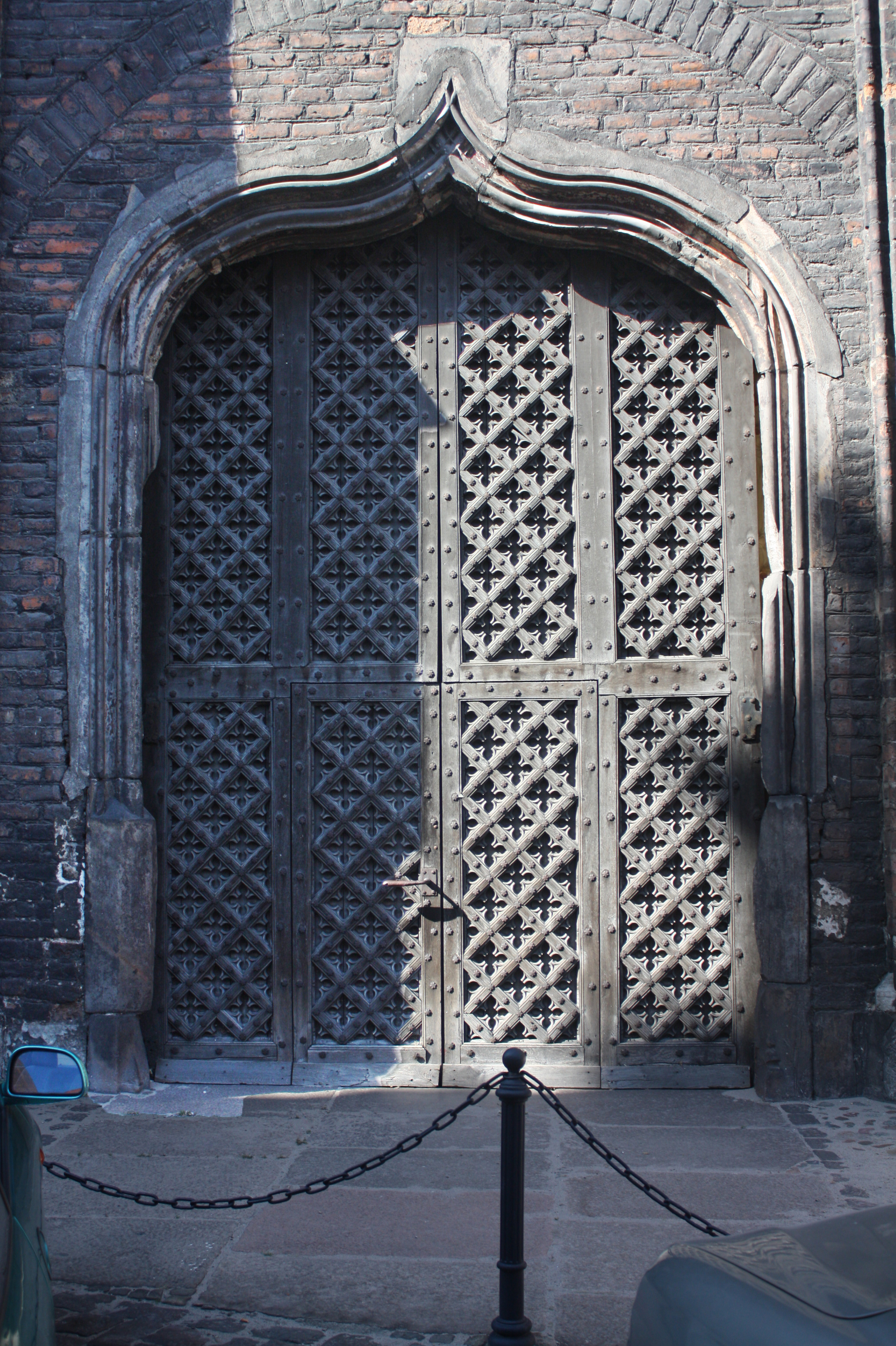
Westlichstes Südportal
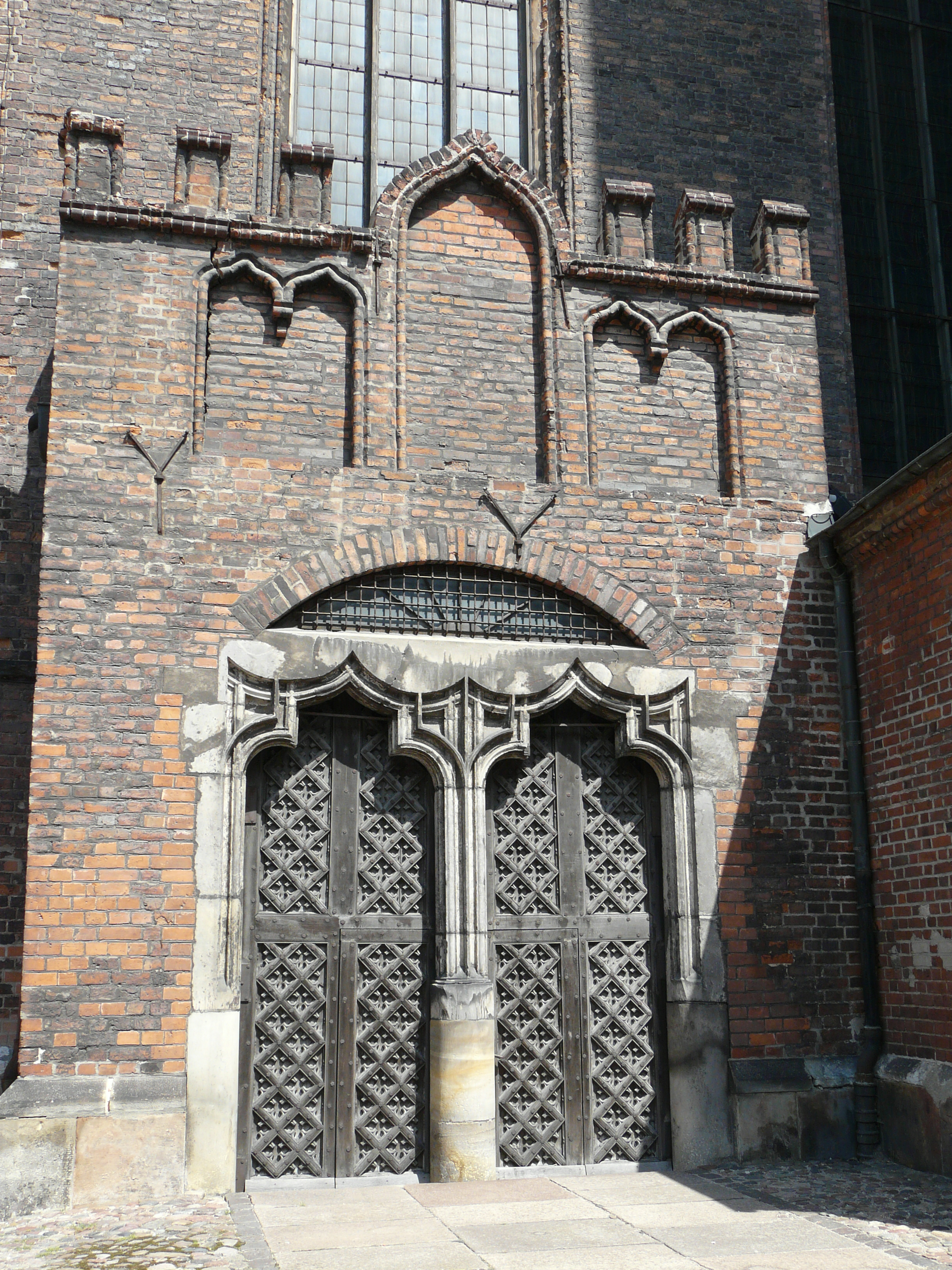
Mittleres Südportal
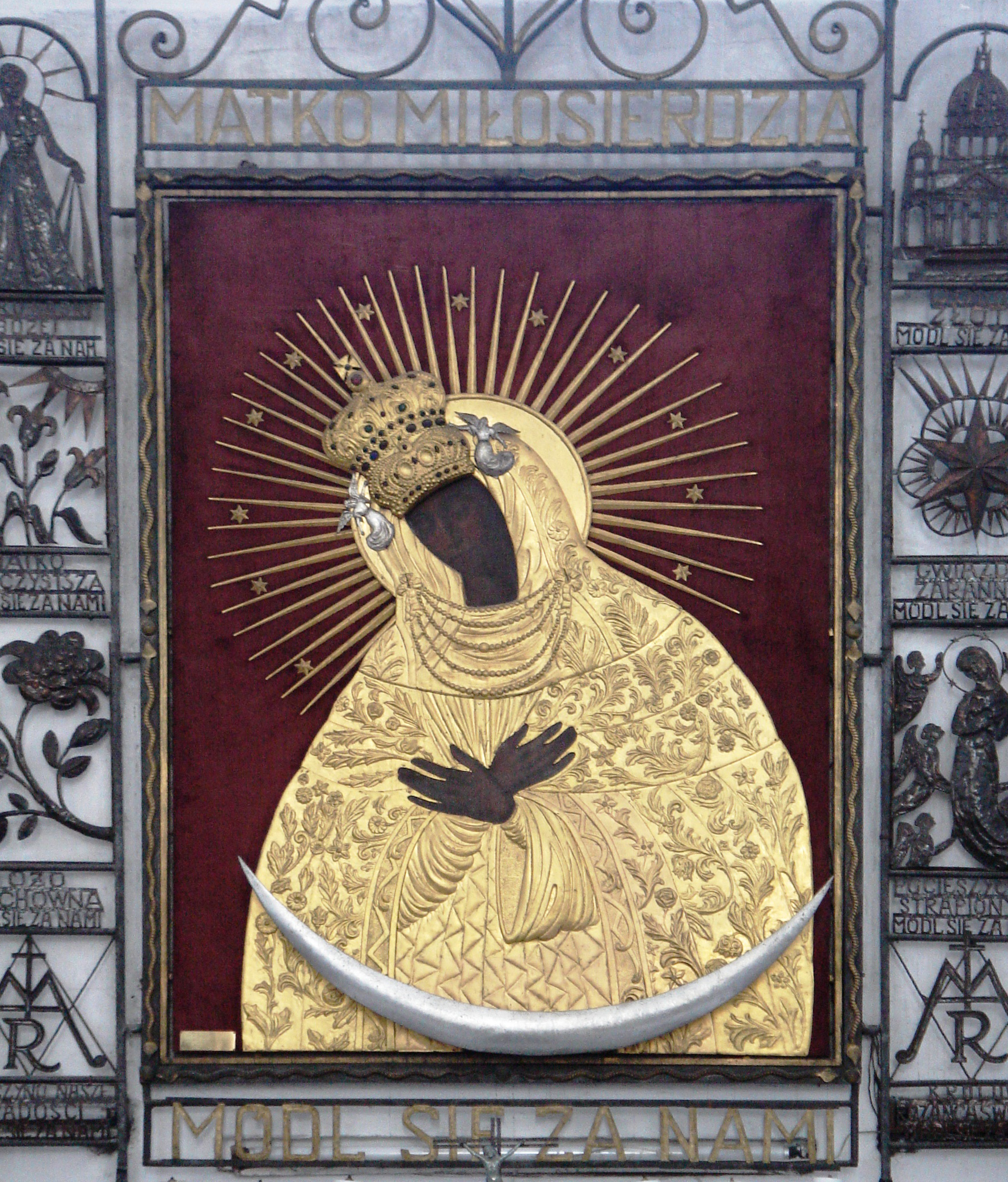
Schwarze Madonna
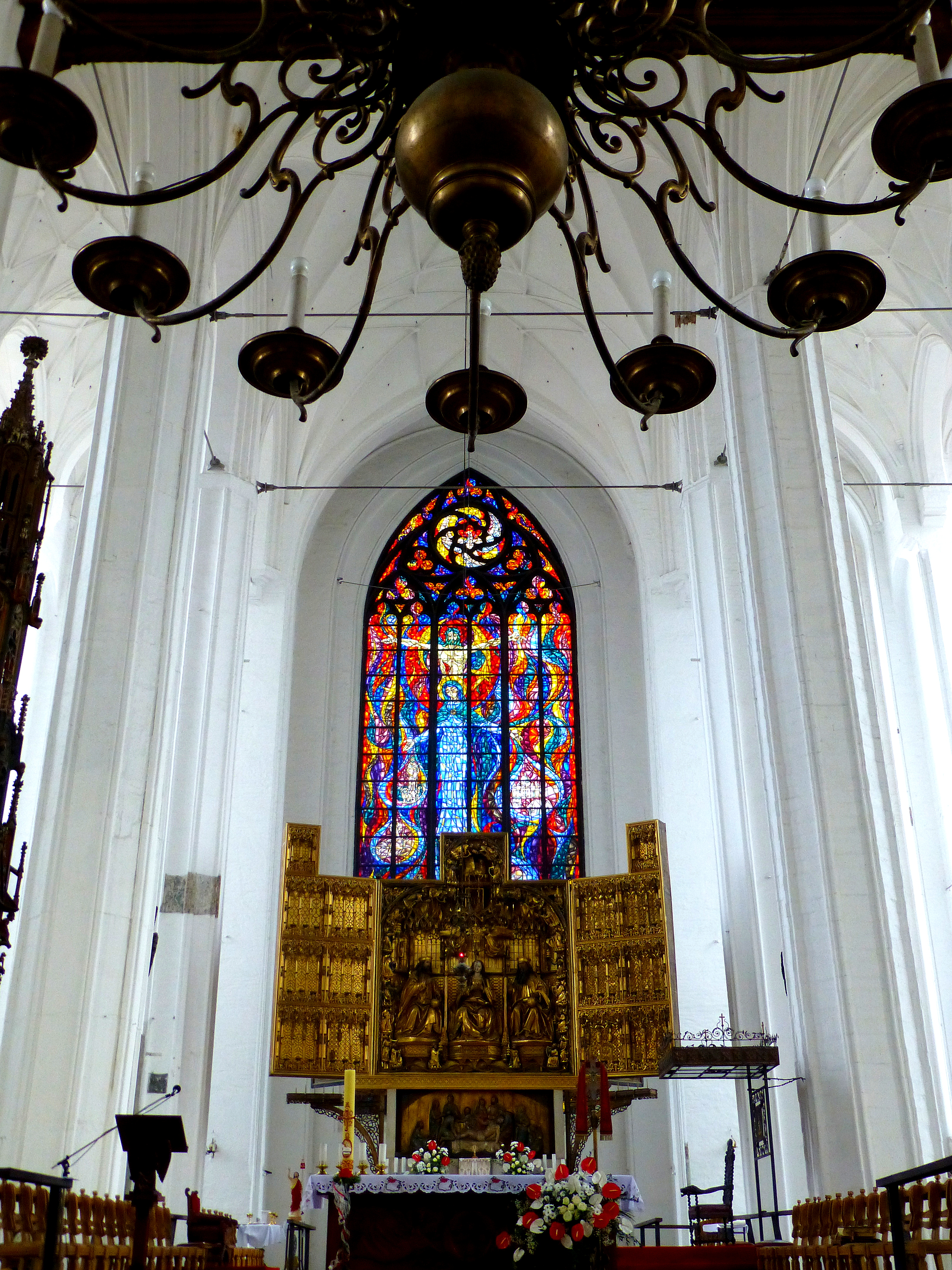
Hochaltar
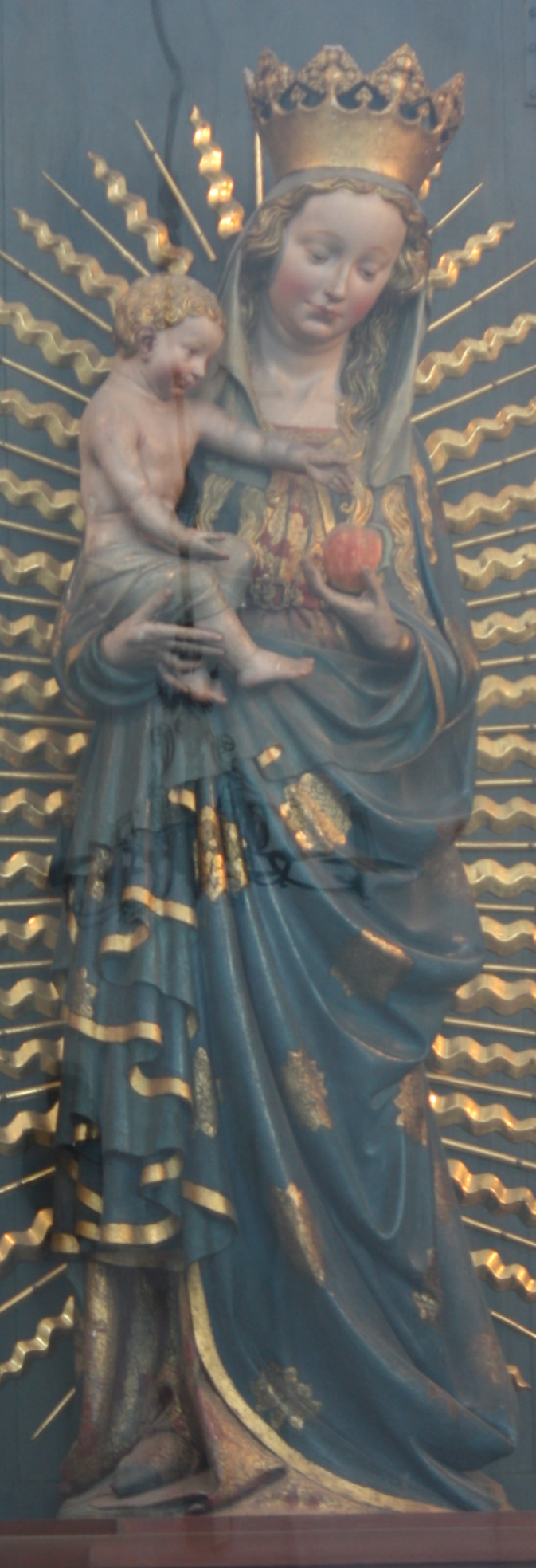
Madonna Anfang 15. Jahrhundert
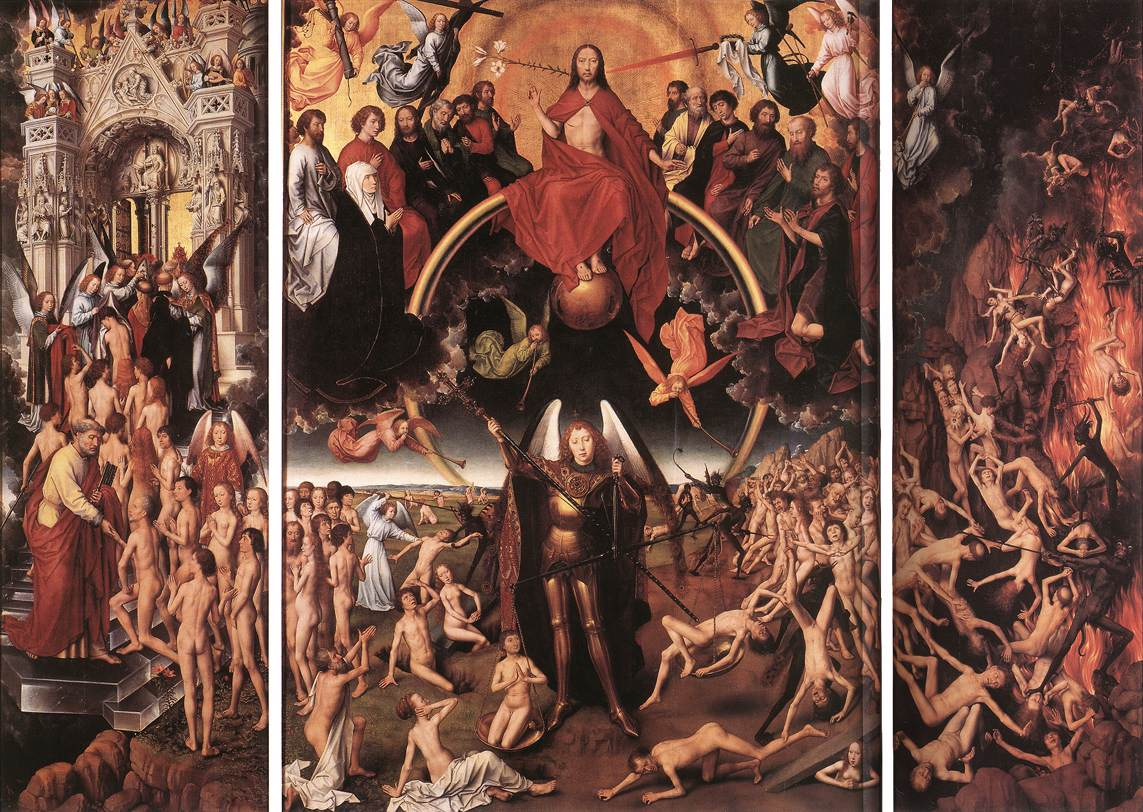
Jüngstes Gericht von Hans Memling

## Kirchenmusik

### Orgel
Im Jahre 1509 ließ die Kirchengemeinde von Orgelbaumeister Blasius Lehmann eine große Orgel mit 1926 Pfeifen für 3800 Mark erbauen. 1510 wurde ein kleineres Orgelwerk über der Allerheiligen-Kapelle angebracht, die hauptsächlich während der Wochengottesdienste zum Einsatz kam und den Beinamen verfluchte Orgel trug. Schon 1523 musste sie von Blasius selbst ausgebessert werden und war ab 1546 außer Betrieb, wurde aber erst 1777 entfernt.
Nach der Belagerung Danzigs 1520 durch ein Ordensheer unter der Leitung von Graf Wilhelm von Eisenberg und Wolf von Schönberg wurden die bestehenden zwei Orgelwerke repariert und zwei weitere errichtet, 1522 über der Sakristei und 1524 über der Reinholdskapelle. Den opulenten Bau immer neuer Orgeln konnte sich Danzig aufgrund seiner reichen Bürgerschaft leisten; außerdem wurden sie auch aus den Erträgen zweier Ablassbriefe von Papst Leo X. mitfinanziert.
Die ursprüngliche große Orgel des Orgelbauers Julius Anthoni ging in ihren ältesten Teilen auf das Jahr 1586 zurück und wurde 1945 vollständig zerstört. Als Ersatz wurde 1985 der erhalten gebliebene, deutlich kleinere Prospekt der Johanniskirchenorgel von 1629 eingebaut und mit einer aus deutschen Spenden finanzierten Rekonstruktion des Orgelwerks durch die Gebrüder Hillebrand aus Altwarmbüchen ausgestattet. Die 46 Register verteilen sich auf drei Manuale und Pedal, die Trakturen sind mechanisch.

## Maße

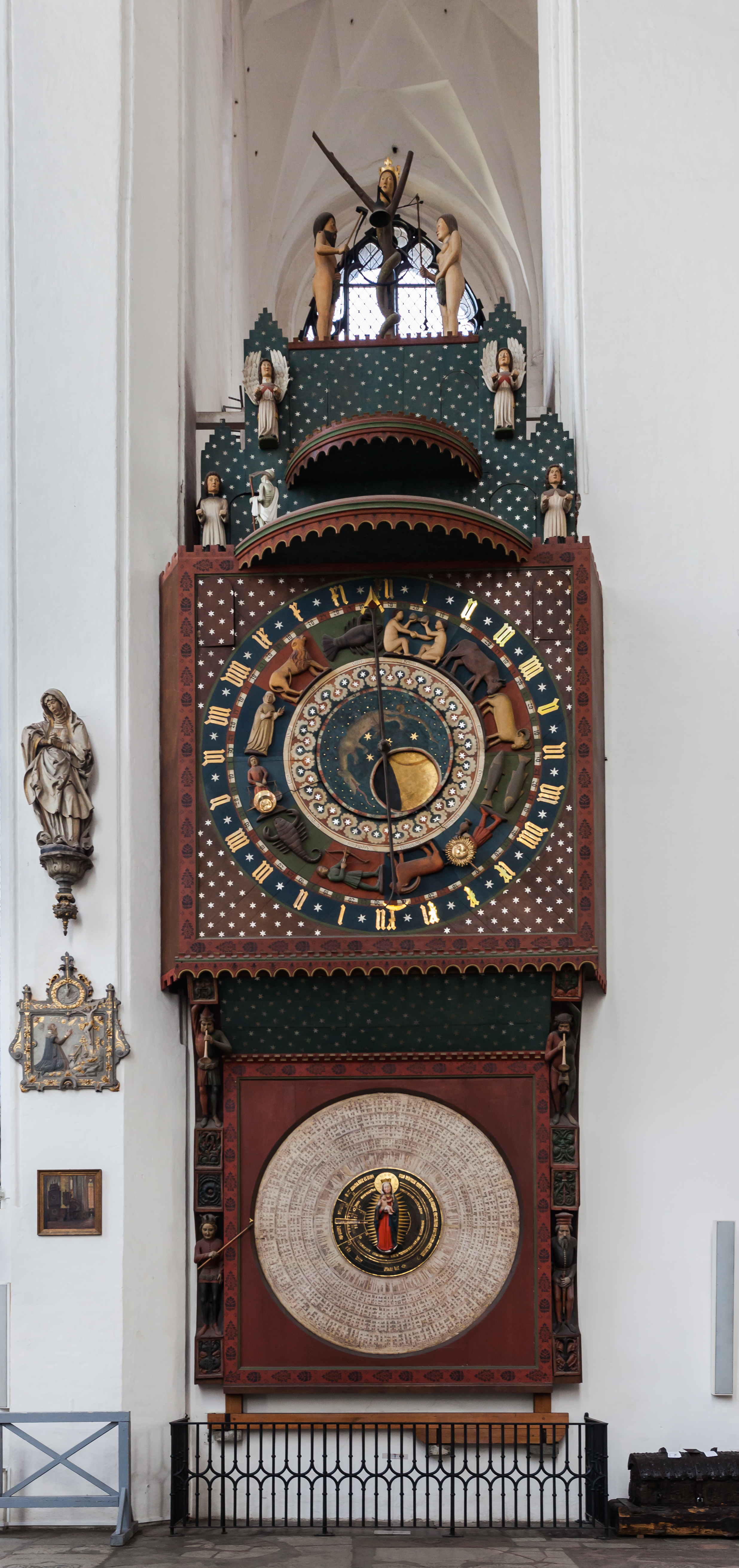
Im linken Seitenschiff: Astronomische Uhr von Hans Düringer aus Nürnberg (15. Jahrh.), mit einer Cisiojanus-Anzeige

| Gesamtlänge                               | 105,5 m                |
| Größte Breite (die Länge des Querschiffs) | 66,0 m                 |
| Breite des Langhauses                     | 41 m                   |
| Breite des Presbyteriums                  | 35 m                   |
| Größte Innenhöhe                          | 29,0 m                 |
| Höhe der Jochbögen                        | 27 m                   |
| Dachfläche                                | 8.000 m²               |
| Nutzfläche                                | 5.000 m²               |
| Gesamtvolumen                             | 185.000 bis 190.000 m³ |
| Volumen ohne Dächer                       | 155.000 m³             |
| Fenster                                   | 37                     |
| Größtes Fenster                           | 127 m²                 |
| Höhe des Glockenturms                     | 82 m                   |
| Stufen auf den Turm                       | 409                    |
| Grundsteinlegung                          | 25. März 1343          |
| Fertigstellung                            | 1502                   |

## Geistliche

### Katholische Priester bis 1525
Die Marienkirche hatte bis 1525 einen katholischen Pfarrherrn, der auch die Einnahmen erhielt. Dieser stellte Hilfspriester (Vikare) an, die meist für ihn die Messen abhielten.
- Mauritius Ferber (1471–1537), 1516–1522 Pfarrer
- Alexander Svenichen ( –1529), 1523–1525 letzter katholischer Pfarrer bis 1945

### Evangelische Prediger 1525–1945
1525 wurden erstmals in Polnisch-Preußen kurzzeitig lutherische Prediger eingestellt. Diese mussten ab 1526 wieder die katholische Messe feiern, durften aber evangelisch predigen. Ab 1557 durfte der Gottesdienst nach evangelischem Ritus mit dem Abendmahl in beiderlei Gestalt gefeiert werden.
Es waren bis zu vier Prediger gleichzeitig angestellt. Es gab einen Oberpfarrer (Pastor Primarius), der manchmal auch Senior des geistlichen Ministeriums (erster Pfarrer der Stadt) war, einen zweiten Pfarrer (Pastor secundus) und Diakone (Prediger). Um 1600 gab es sogar zwei reformierte Prediger in der Marienkirche (Martinus Remus, Thomas Fabricius).
- Michael Meurer,   1525– 1526
- Jakob Hogensee, 1525?
- Pankratius Klemme, 1526–1548 Pfarrer, predigte lutherisch, musste aber die katholischen Zeremonien einhalten
- Johann Kittel, 1566–1586/1590 Senior des geistlichen Ministeriums
- Peter Praetorius, 1575–1586/1588
- Michael Coletus, 1576–1578, 1585–1616, Senior des geistlichen Ministeriums
- Martinus Remus, 1595–1623, reformiert
- Thomas Fabricius, 1597–1617, reformiert
- Hermann Rathmann, 1617–1626 zweiter Prediger
- Johannes Corvinus, 1618–1643,  Senior des Ministeriums
- Daniel Dilger, 1628–1643
- Nathanael Dilger (1604–1679), 1638–1679, Sohn des Daniel Dilger, Senior des geistlichen Ministeriums
- Johann Botsack, 1643–1674, Senior des geistlichen Ministeriums
- Andreas Kühn, 1685–1702, Senior des geistlichen Ministeriums
- Joachim Weickhmann, 1705–1736, Senior des geistlichen Ministeriums
- Karl Joachim Sibeth, 1737–1748, Senior des geistlichen Ministeriums
- August Müller (1807–1872), Archidiakonus[A 2]
- Dr. Friedrich Oskar Weinlig (1844–1920), Archidiakonus
- Artur Brausewetter,  1893–1908 Diakon, 1908–1934 Archidiakon, 1933/34 von den Deutschen Christen aus dem Amt gedrängt
- Gerhard M. Gülzow,  1934–1945, ab 1940 nebenamtlicher Oberkonsistorialrat